# 覘き小平次
『覘き小平次』（のぞきこへいじ）は、京極夏彦による日本の小説。第16回山本周五郎賞受賞作。
山東京伝の「復讐奇談安積沼」を下敷きに執筆された、江戸怪談シリーズの第2弾。

## あらすじ
音羽屋を破門された当代随一の幽霊役者・木幡小平次は、押入に引き籠り妻のお塚の姿を隙間から覘く日々を送っていた。そんな時、5年来の朋輩である多九郎から玉川座奥州興行で津軽まで旅回りをする客演の仕事を受け、錦木塚で芝居の稽古をしていたところを偶然下手人に出会し、自らの芝居に怯えた相手が勝手に自白したことで恩賞を得る。一方で多九郎は、徳次郎から興行を取りつけ幽霊役に5両もの手間賃を出したという山師が若いが名の通った小悪党である又市だと聞いて、何か裏があるのではないかと疑う。

## 登場人物
小平次（こへいじ）
異名：小幡村 小平次（こはだむら こへいじ）、木幡 小平次（こはだ こへいじ）、鱃 小平次（このしろ こへいじ）、小鱃 小平次（こはだ こへいじ）
天下一ともいわれる幽霊役者。生国は山城国宇治郡小幡の庄。生国に因って小幡村小平次と名乗ったのが通り名になり、一字を変えて木幡（こはだ）小平次とした後、焼くと屍の匂いがする鱃にも劣る小鱃小平次だと徒名を付けられた。
素のままでもとても生きているとは思えない、幽霊か死人そのものであるかのような容姿。己の像がより明瞭としてしまう真の闇を畏れ、淡く、閑やかで、冷ややかな薄昏がりを好む。常日頃、消えて罔くなってしまいたいと念じ、薄っぺらな現在だけでいいと思っているので、想い出という甘美な面を付けた己の分身が堆積して行くことが堪え難い懊悩となっている。判らないことを承知で他人を慮り逐一気を遣ってしまう不器用な男で、無力で無気力、喜怒哀楽すら上手に持ち得ないので、うすのろで廃者だと自覚しており、素の時の遜ったいじましい佇まいのせいで一人前に扱って貰えない節もある。一方で誇りも誉れも自愛も縁がないのに平気で暮らしていることから、歌仙には強い人間だと思われている。
元はそれなりに大きな馬喰を家業とする家の次男だったが、ある事情から病死した先妻・志津と、息子の小平を連れて上方を離れ、江戸で吹き溜まって窮していた頃に音羽屋の先代松助に拾われ、芸事を仕込まれて俳優になる。10年勤めたが、ヘボ役者だったために7年前に音羽屋を破門され、その後は手に職も金もなく、妻子を喰わせるために多九郎の伝で旅回りの田舎芝居一座に加わったが、1年も経たずに妻が死んで息子も養子に出す。
本来俳優に向かない性質であったため、10年修行しても立役も女形も実悪も色悪も熟せなかったが、誰もがどこかで演じてしまうために難しい「ただ出る」だけの幽霊芝居だけは絶品で、師匠もこればかりは敵わないとお墨付きを出したほどであり、化物を演じれば大喝采が起きるので怪談話には欠かせない。
5年前、旅回りの帰路で暴行を受けていたお塚を見かけ、魂魄が彼岸を求め生き乍らにして死を望んでいたのを直感して思わず肌を重ね、決して受け入れないが何故か拒みもしなかった彼女と共に江戸に入り、家を買うために夫婦となった。お塚から打ち据えられて罵詈雑言を浴びせられるが無抵抗で、前年に倅の小平が死んでからは日がな一日押入棚に引き籠り、1寸5分の隙間から彼女を覘き見るようになる。
腕のいい幽霊役を求めていた金主の意向を受けた玉川歌仙の誘いで奥州興行に客演することとなり、座本の要請で夜中に錦木塚で幽霊芝居の稽古をしていたところ、偶然通り掛かった下手人が本物の幽霊だと肝を潰して自白したことで、訳もわからず被害者遺族と代官所から5両ずつ恩賞を貰う。
お塚（おつか）
小平次の後妻。齢は27、8歳程。出身は大和国十市郡耳無川が畔、穂積の長者こと穂積丹下正辰の娘。本名は宝児（たからこ）といい、お塚の名は家を買う証文を書く折りに小平次が気随に記したもの。
15歳の時に掛け軸に描かれた少年の絵姿に恋してしまい、擦った揉んだがあって19歳の時に家出する。西から東に流され江戸に寄り付いたのが5年前で、水戸街道を江戸に上る途中の宿場で小平次と出会い、如何でも良いと思いつつも家を買うために夫婦になって、堀留界隈、伝馬町の外れの路地裏に建つ、材木問屋の妾宅として端唄の師匠が暮らしていた一軒家を大枚叩いて買った。
無口で陰気で覇気がなく、四六時中無言で泣きも笑いも立ち歩きもしないのに生きてだけはいる夫を心底嫌っており、凝り固まったような気配が身の毛が弥立つ程厭で、鬼魅が悪くて自分からは触れない。無抵抗でただ詫びるだけの卑屈でいじましい態度で余計に赦す気が失せ、挙句に自分を叱りもせず引き籠ったのを卑怯だと感じている。些細なことでも癪に触って鬱陶しく思って怒鳴りつけて打ち据えるので、世間からは稼ぎは少ないが温順しい気弱な亭主を詰る悪妻だと思われていて、するつもりがないわけではないが、何も言われないので家事もしない。
安達 多九郎（あだち たくろう）
異名：荒神棚の多九郎（こうじんだな の たくろう）
流しの囃子方。ぱっと見人当たりは良く、御為倒した口を利く佳い男だが、身持ちが悪く、女に吸い付いて絞って捨てる壁蝨のような無頼の徒で、銭の臭いと白粉の匂いのする処にしか出入りしないと専らの噂。情け知らず、恩知らずの喧嘩買いで、煙たがられる様から竈の上の荒神棚の異名を持つ。
武家の出身だが、9歳で男娼家「丁字楼」に売られる。気性も荒く気も短く、容姿も野蛮であったために店には出ず雑務をさせられていたが、喧嘩早く口汚く、悶着ばかり起こすので持て余されて7、8年ばかり前に仙之丞の口利きで鼓打ち安達某の門下に入る。そこでも長くは続かず、暫く香具師紛いのことをして管を巻いていたが、今は流しの鼓打ちとして旅芝居に加わるようになった。
誰からも厭われ避けられ疎ましがられる小平次と表向き親しげに接しており、出会ってから今まで5年間もつき合いが続いているが、本心ではうすのろだと反吐が出る程に嫌っていて、駄目になっていく小平次を厭うたお塚の方から抱いてくれと乞う日が来るのを待って付き合いを続けている。
玉川座からの依頼で奥州興行に小平次を誘うが、次第に興行に仕掛けられた裏の顔に気づく。
小平（こへい）
異名：小仏小平（こぼとけ こへい）
小平次と先妻お志津の子。幼名は小太郎（こたろう）。線の細い、温順しい、線の細い、影の薄い子供だった。幼い頃から音羽屋一座の雑用などを手伝っていたので、先代松助に見込まれて9歳で子役として旅回りに連れて行かれたこともあり、評判も良く音羽屋の養子になる話もあったが、自分といれば駄目になると思った小平次が断って破談になり、6年前に小平次により担ぎの薬売りである孫平の所に12歳で養子に出され頭を丸める。小仏小平の二つ名がある。1年前の四谷左門殿町死霊祟りの一件（江戸怪談シリーズの第1弾 嗤う伊右衛門参照）に巻き込まれ殺害された。
志津（しづ）
小平次の前妻。食の細い、痩せた、色の白い、影の薄い、蝋細工のような血の気の失せた女。小平次が音羽屋一門を追われた際に病みつき、1年足らずで死去。小平次の留守中、まだ若い小太郎に代わって志津を看病し、死に水を取ってくれたのが薬売りの孫平だった。
徳次郎（とくじろう）
異名：四珠の徳次郎（よつだま の とくじろう）
千住辺りに巣喰う辻放下。3年ほど前に陸奥国から江戸に流れてきた。男鹿の出身。珠が四つしかない珠盤を掻き鳴らして客を引くので、四珠の二つ名を持つ。
人懐こい瓜実面とうからうからとした物腰だが油断のならぬ若造で、乞胸渡世では分不相応な出で立ちをした金金男であり、表沙汰に出来ない所業を仕出かしていると推察される。3年前に女郎の足抜けを手伝った際、簀巻きにされ川に放り込まれたところを多九郎に助けられた。
まだ又市と組んで仕事を受ける前であり、興行を取りつけて来た山師から小平次の代理の幽霊役を依頼されるが、話の出元が又市だと聞いて怪しみ、裏があると考えて断った。
巷説百物語シリーズにも登場。
又市（またいち）
異名：小股潜りの又市（こまたくぐり の またいち）
小股潜りと称される、非人乞胸の間では名が知られた小悪党。義賊気取りか世直し気取りか、世の中の仕組みに盾突くような真似をしたとされている。とある仕掛けのために玉川座による奥州興行を画策する。本編には名前のみが登場。巷説百物語シリーズにも登場。
玉川 歌仙（たまがわ かせん）
禰宜町を拠点とする玉川座の立女形。本名は安西喜次郎（あんざい きじろう）。31歳。
安房国小湊の辺り、那古村の浪人である安西喜内が一子で、今でこそ河原者であるが、辿り辿れば里見家家臣であるという武家の出身。幼い頃は類い稀なる美童で、かつて江戸から来た狩野派の高名な絵師に肖像画を描いて貰ったこともある。聡明怜悧人を超えたるところがあったため、父母の期待は大きく、貧しいながらも読み書き学問、剣術、柔術だけでなく、小舞、謡曲、笛、鼓などの芸事まで仕込まれて育つ。だが、18年前、13歳の頃に祖母と父が病に倒れて蓄えが尽き、家宝の交剛大功鉾まで質に入れて得た金子も底をつき、千手観世音菩薩に金策を願い厳寒の浜で水垢離をして凍死しかけたのを運平に助けられ、禰宜町の野娼家「丁字楼」に身売りして年季5年の身代金として100両を得るが、直後に賊の凶刃に掛かって父母と祖母を皆殺しにされて100両も家宝も盗まれてしまい、金を返せず男娼になるところを傷がつく前に玉川座の座本である仙之丞によって買い取られた。多九郎ともそこで知り合い、現在でもかつての喜次郎の名で呼ばれている。
何も彼も己のためだけにあれば良いと己の面しか見ずに生きており、仁義孝悌の教えを順守ったのは、守れば褒められ守らなければ叱られたからに過ぎず、父の教えの何もかもを嫌っていた。
以前墓参りの帰りに総州で見た小平次の幽霊芝居が、凶刃に掛かって殺された親の骸に重なり心底怖かったことから、彼を奥州興行の助役として座本に推した。
動木 運平（とどろき うんぺい）
異名：辻神の運平（つじがみ の うんぺい）
何もかも気に入らず、悪業ばかり行う浪人。野良犬のように曚い眼をした40代半ばの無頼漢。理由もなく人を斬る妖人で、恩も仁義もなく、当たり前のように人の倫に外れ天の道に背いて悪事を重ねる。
遊びが過ぎて身を持ち崩した元北町同心の子として生まれ、気位が高いだけで無能な父も、陰気で女女しい母も大嫌いで、唯一気に触らなかった5歳年下の弟が幼くして養子に出されて居なくなってからはずっと機嫌が悪く、弟が売られた日に14歳で両親を殺めて以来30年、20人を超える人間を理由もなく屠っている。だが、酒も博打も女も何ひとつ楽しいとは思わず、人殺しや盗みも好きでしている訳ではなく、面白くも可笑しくもなく、厭で莫迦莫迦しいと感じているものの、進んで死ぬのも面倒で、五体中に隙間なく詰め込まれた忿懣によって破戒へ誘われている。物心ついた時からものを欲しいと思ったことはなく、何事にも執着しない性質だが、かつて奸計を巡らせ安西喜内を殺して奪った「交剛大功鉾」だけは唯一の例外。
現在は西国を荒らした海賊の蝙蝠一味の残党、鰊八（かどはち）や鴆二（うとうじ）ともう3年以上ともに行動している。1年前に憂さ晴らしで常州で押切辻斬りを働いて暴れ回り、追手から逃れて奥州の山中で難渋していたところを藤六によって廃寺へ匿われていた。小平次のただ立っているだけの幽霊芝居の、何も見ていない虚無な眼に一瞬だが恐怖を感じ、初めて怒気も憤気も消え、何を怖がったのかを知れば忿懣がどうにかなるような気がして彼に興味を持つ。
藤六（とうろく）
陸奥国津軽郡小湊の大百姓である長吉の六男坊。家業も継がず奉公にも出ず、かといって渡世人になるでもなく、実家から金をくすねてはただ賭博と遊興に明け暮れている破落戸。齢の頃なら28、9。世間と折り合いをつけることが難しく、面を被ってどうにか渡世を送っているが、鰡の詰まりは己の裡でしか生きられない。山の中で難渋してた動木一味を近くの廃寺に匿う。
須賀屋 善七（すがや ぜんしち）
廻船商須賀屋の主人。紬細布安達絹、紙布菅薦の類いまで近在の名物土産を買い集め、青森の湊から船を仕立てて諸国に廻しているこの郷一番の商人。2年前に長女のお春が殺されてからは、次女のお秋には男を一切近づけようとせず、十重二十重の護衛を付けている。
お秋（おあき）
須賀屋の娘。藤六に岡惚れされるが本人は玉川歌仙に入れ込み、父の善七と芝居見物に通い詰める。
お春（おはる）
お秋の姉。2年前に夜這いで寝込みを襲われ、裁ち鋏で喉笛を一突きされて殺されている。
現西（げんさい）
廃寺に三月ばかり前から巣食う鉦叩きの乞食僧。箸にも棒にもかからぬ外道で、寺の本尊を鋳潰して金に替える、死人の衣類を剥ぎ取り髪の毛を切り落としては売り捌くという稀代の破戒僧。そればかりか殺生すら平気の平左とも自分には人殺しの疾があるともいう。藤六や動木一味と行動を共にしている。
治平（じへい）
異名：九化けの治平（くばけ の じへい）、事触れの治平（ことぶれ の じへい）
元盗賊・蝙蝠組の引き込み役。九化けの治平と異名をとったほどの変装の名人。実に慎重で、しぶとく念入りな男。親もまた事触れだった。6年前に盗っ人同士の諍いで妻子を失って盗賊から足を洗う。世を捨て山に籠り百姓の暮らしを5年続けていたが、昨年の秋口に哀しそうな顔をした又市と出会う。そして今年、又市にそそのかされ玉川座奥州興行の仕掛けを手伝う。その中で小平次に会い、これからまた世の中を騙り続ける覚悟を決める。
巷説百物語シリーズにも登場。
菊右衛門（きくえもん）
江戸禰宜町の男娼家「丁字楼」の主。70歳は過ぎているであろう老人。薄くはなっているものの黒黒とした髪をきりりと結い上げ、黒羽二重に判じ物格子の派手な小袖を粋に着ている。腹黒く狡猾で厭な男。
動木運平は妖人であり、その妖人を作ったのは自分であるという。
安西 喜内（あんざい きない）
玉川歌仙こと安西喜次郎の父。故人。元を辿れば里見家家臣だった安西伊予というという侍を先祖に持つ浪人。文武両道に秀で、中でも学問に明るく、近隣の童を集め読み書き手習いを教えて謝物を貰っていたが、内職商の類いは一切しなかったために暮らし振りは倹しく、妻と母が浜で拾い採ってくる紐苔などを露ばかりの価としていた。だが18年前に寝付いた母の看病で蓄えが尽き、自身も背中に癰が出来る奇病に罹り、進退谷まって家宝の交剛大功鉾を形に金子を借りるがそれもすぐに尽きる。運平の紹介で男娼家に入った息子のおかげで100両を得るが、金と宝刀を欲した運平の手で背中から袈裟斬りにされて殺される。
玉川 仙之丞（たまがわ せんのじょう）
玉川座の座本。若衆歌舞伎の廃るころから野郎歌舞伎の流行るまで、14歳から42歳まで振り袖を着て舞台に立ち続けたという女形の鑑である玉川千之丞から名前を戴いた。だが、30前で自分の芸に見切りをつけ、悪所に売られて来た喜次郎を見込んで、傷がつく前に大枚叩いて買い取った。3年前に出先で流行り病に当たり、以来打つ興行は大外れ、旅先で欠け落ちが出て人手が不足している。
玉川 萩乃亮（たまがわ はぎのすけ）
玉川仙之丞の養子で二代目仙之丞を襲名することになっている。芳町の蔭間茶屋にいた男娼だが、仙之丞に請け出され養子縁組が成ったものの、一月足らずで仙之丞は逝ってしまう。本来仙之丞を襲名はずだった玉川歌仙のその後を聞き回る中、昨年の小平次事件との関わりに興味を持ち、伝馬町の外れ、路地裏にある一軒家、黒い堀に囲まれた小綺麗な小さな家、小平次の屋敷にたどり着く。

## 用語
交剛大功鉾（こうごうだいこうぼこ）
安西家の先祖である安西伊予が里見安房守義弘より拝領したとされる、里見家重代の宝刀。長さは4尺、反り高の業物、抜けば玉散る憲法乱れの神品。安西家が浪人となった後も家宝として所有されていたが、病で困窮した安西喜内がやむなく借金の形として、運平が家人を皆殺しにして奪ってからは常に身につけている。

## 書誌情報
- 四六判：中央公論新社、2002年9月、ISBN 4-12-003308-2
- 新書判：中央公論新社〈C★NOVELS〉、2005年2月、ISBN 4-12-500889-2
- 文庫判：角川書店〈角川文庫〉、2008年6月、ISBN 978-4-04-362006-7
- 文庫判：中央公論新社〈中公文庫〉、2012年7月、ISBN 978-4-12-205665-7